# Fulgora laternaria
Fulgora laternaria je vrsta polkrilcev iz družine svetivcev, razširjena v tropskih predelih Novega sveta.
Odrasli zrastejo približno 7,5 cm v dolžino, od česar skoraj tretjina odpade na ogromen izrastek vrha glave, ki spominja na arašid, od strani pa je zelo podobna glavi kajmana, kar naj bi odvračalo plenilce, čeprav funkcija še ni zanesljivo dokazana. Dodatno naj bi plenilce odvračali lažni očesi na zadnjem paru kril, ki jih žuželka pokaže, kadar je vznemirjena, sicer pa se zanaša na varovalno obarvanost, s katero se zlije z lubjem na drevesnih deblih, kjer počiva in se prehranjuje.
Znanstveno ime in imena v več drugih jezikih namigujejo na svetlobo (latinsko fulgor: »strela«; lanterna: »svetilka«). Znamenita prirodoslovka Maria Sibylla Merian je namreč v 18. stoletju obiskala Surinam in zapisala, da je možno ob svetlobi njihovih izrastkov brati, kar je prevzel Carl Linnaeus kot osnovo za formalno znanstveno ime. Kot tipska vrsta je dala ime tudi svojemu rodu in prek njega vsej družini svetivcev. Trditev je brez preverjanja obveljala še skoraj dvesto let in prešla v ljudsko poimenovanje, šele v 1950. letih so z obširno serijo poskusov biologi ovrgli tezo, da so te živali sposobne proizvajati svetlobo. Poleg imena botruje telesna zgradba te vrste tudi številnim vražam med lokalnim prebivalstvom, kjer se pojavlja.
Vrsta živi v tropskih gozdovih Južne in Srednje Amerike od Brazilije do Mehike.